# ブレイン・マシン・インタフェース

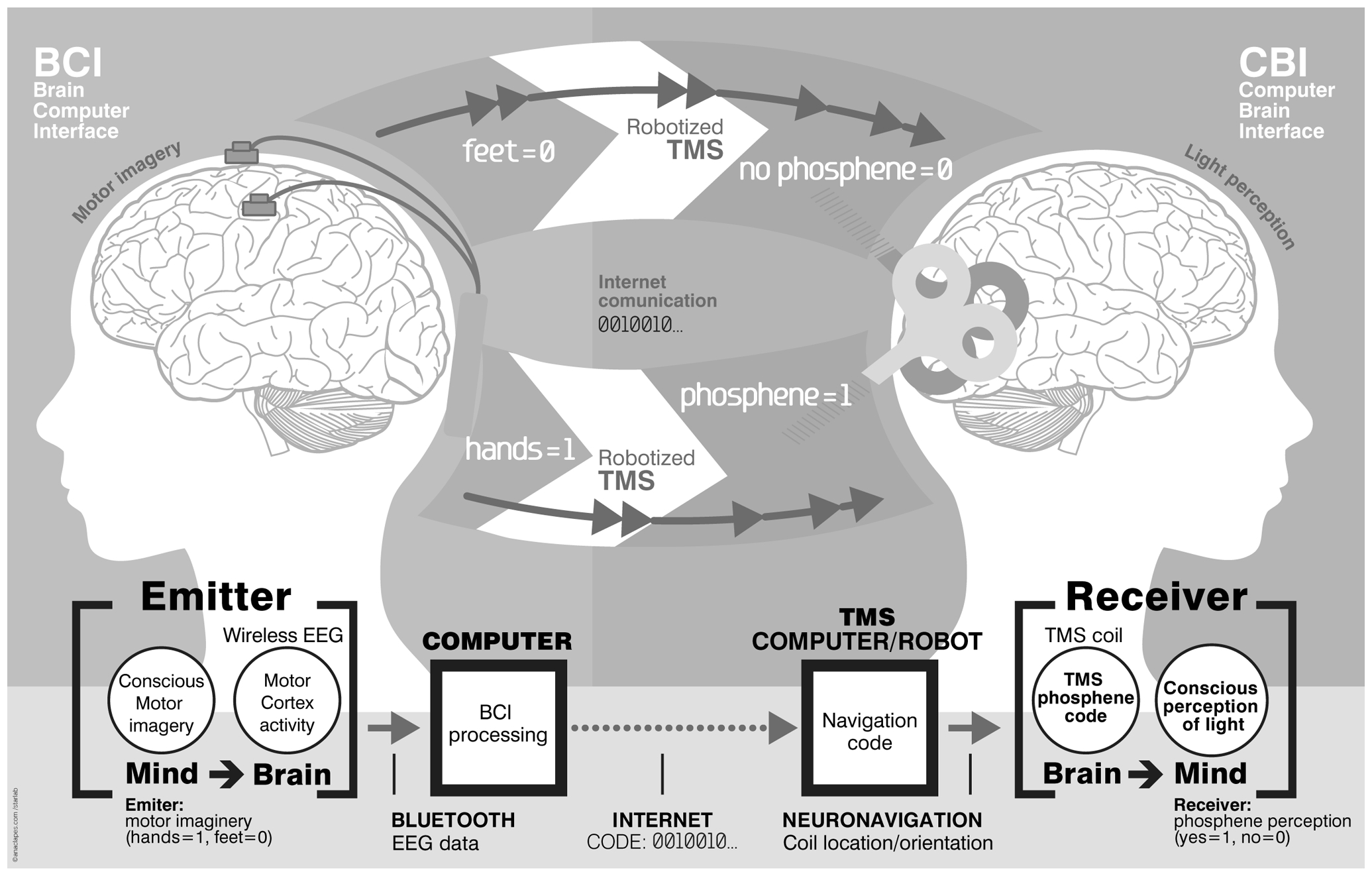
非侵襲式BMIを用いたコミュニケーションの図

ブレイン・マシン・インターフェース（Brain-machine Interface : BMI）とは、脳波の検出あるいは脳への刺激などの手法により、脳とコンピュータなどの機器とのインタフェースを実現する技術や装置の総称である。
接続先がコンピュータである場合にはブレイン・コンピュータ・インタフェース（Brain-computer Interface : BCI）とも呼ばれる。

## 概要
BMIは脳波などの脳活動を利用して機械を操作したり、カメラ映像などを脳への直接刺激によって感覚器を介さずに入力することを可能にする。信号源および操作対象である"脳"と"機械"を繋ぐ存在、脳波を読み取る脳波センサーや脳波を解析するプログラムなどを総称してBMIと呼ぶ。
脳信号の読み取りでは、脳の神経ネットワークに流れる微弱な電流から出る脳波や脳活動による血流量変化など、脳の活動に伴う信号を検知・解析する事によって人の思念を読み取る。これを機械への入力・命令へ変換することによって脳(思考)と機器を直結することができる。
脳への刺激では、センサーなどによる情報を元に脳を直接刺激することによって機械からの情報を脳へ直接伝えること。
情報の流れが一方通行の片方向インターフェースと、相互疎通が可能な双方向インターフェースが想定されているが、現在実現しつつあるのは一方通行の片方向インターフェース技術のみである。片方向インターフェースでは一方通行の情報伝達を行い、脳から命令をコンピュータが受ける電気信号に変換するか、コンピュータからの電気信号を脳波に変換する。SF等で想定されている双方向インターフェースでは、脳と外部機器との間で情報を交換・共有するため、人または動物と機械が一体化することになるが、現実には動物実験・人体実験とも移植は成功していない。ここでいう脳とは心や精神ではなく、物質として存在する有機生命の神経系(もしくは神経系のモデル)そのものを指す。
人間が睡眠中に見る夢や身体障害者のコミュニケーションなど関連する分野などにおいて、脳活動から思考情報を読み出す「ブレイン・デコーディング」と、知覚や精神活動を脳活動に変換する「ブレイン・エンコーディング」が研究されている。2023年時点では、限定的ながら夢で見た画像や考えているだけの単語を読み出すことに成功している。
2025年時点では限定的であるが、非侵襲式の装置により脳へ情報を送信することが可能となっている。

## 歴史

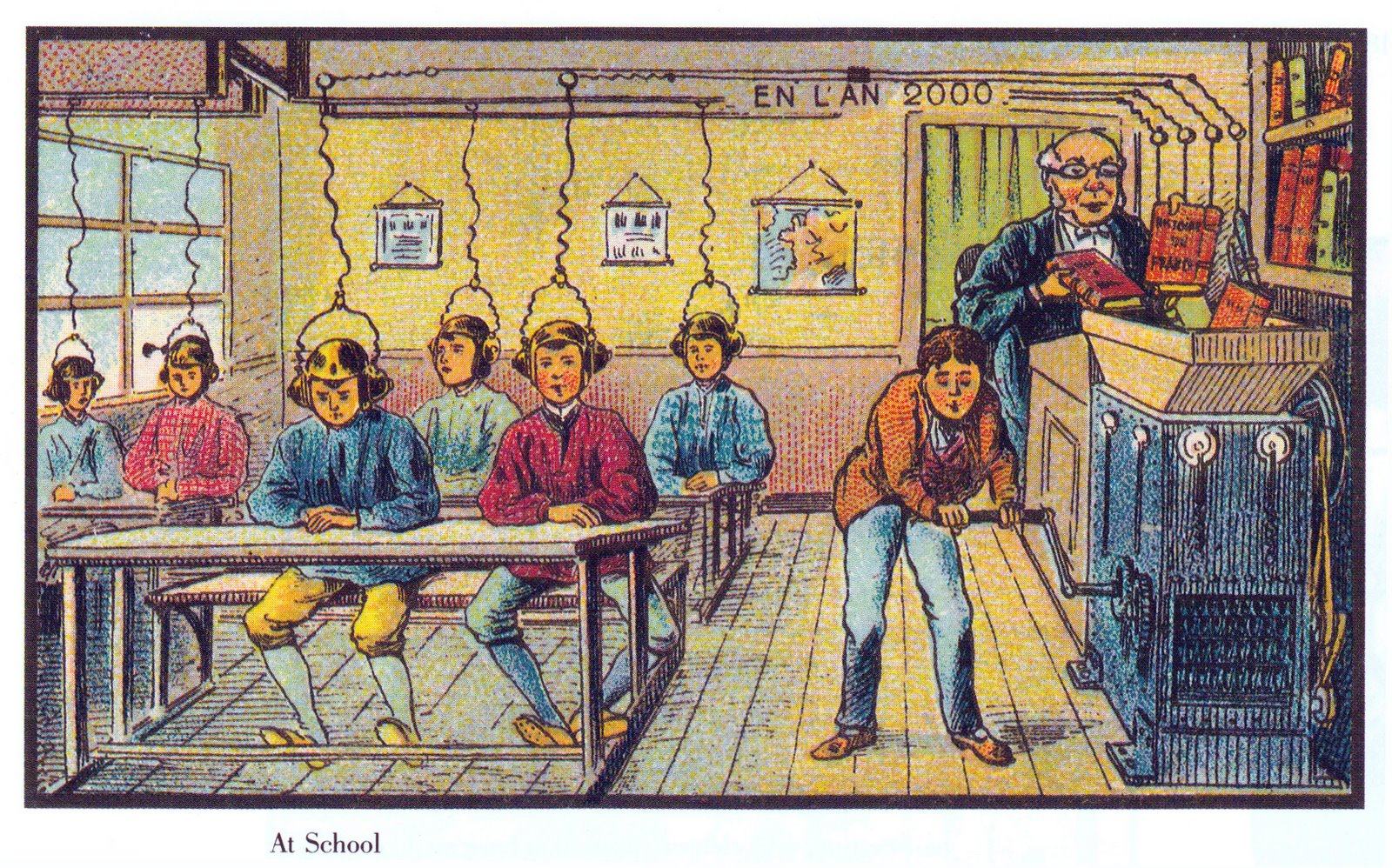
『学校にて』

脳と機械を繋ぐというアイデアは古くからあった。20世紀初頭に製作された未來予想図En L'An 2000の『学校にて』では、脳に繋がれた装置で勉強する生徒が描かれている。
実際にBMIをはじめとするマンマシンインターフェースの研究が始まったのは1970年代頃で、実際に人体に外部機器が移植されたのは1990年代中頃になってからである。
21世紀に入り、機能としては不十分ながら視覚や聴覚を補助する人工感覚機器や、モーターによって動作する義手・義足といったBMI機器の人間への移植事例が既に存在する。
- MIT教授であるヒュー・ハー（英語版）が開発したバイオニクス義肢は、脳波を直接読み取っているのではなく、脳から発せられる(「存在しないはずの」くるぶし下の足を動かそうとする)信号を、膝上部分の筋肉が発する電磁パルスから読み取っている[10]。
- NHKスペシャル「サイボーグ技術が人類を変える」（初回放送日：2005年11月5日）[11]では、完全に視力を失ったのち、ビデオカメラで撮った映像を脳に送りこみ、光を得ているというカナダ人男性イエンス・ナウマン（英語版）と、それを可能にしたビル・ドーベル（英語版）博士の人工眼と呼ぶべき技術を紹介している[12]。

またfMRIなどで得た信号を深層学習などの情報技術により補正・解析することで大きく精度が向上した。2024年5月、脳波で制御するロボット「NOIR（ノワール）」はすでに実用化に近づいている。
実験により判明したことは、BMIを移植した際の脳の適応性が大きい点である。近年の技術や知識の進展で、BMI技術は人間の機能拡大をもたらすと考えられている。最も極端な例では、2040年代にテセウスの船のような手法で機械に脳機能を移植する事が可能になるとする予測もある。

## 方式
この技術が現実味を帯びてきたのは1990年代以降、MRIなどといった、生きたまま脳の活動を観測する脳機能イメージング技術ができた頃である。BMIは頭蓋骨の開頭を伴う侵襲式と、頭蓋骨の開頭を伴わない非侵襲式の2種類に大別される。この2種類を組み合わせることでより実用的かつ高度的な活動が可能になる。

## 侵襲と非侵襲
電極等を直接脳に接触させるか否かという分類について。

### 侵襲式
代表的な侵襲式BMIは
- 細胞外記録(SUA, MUA, LFP)
- 皮質脳波(ECoG)

が挙げられる。

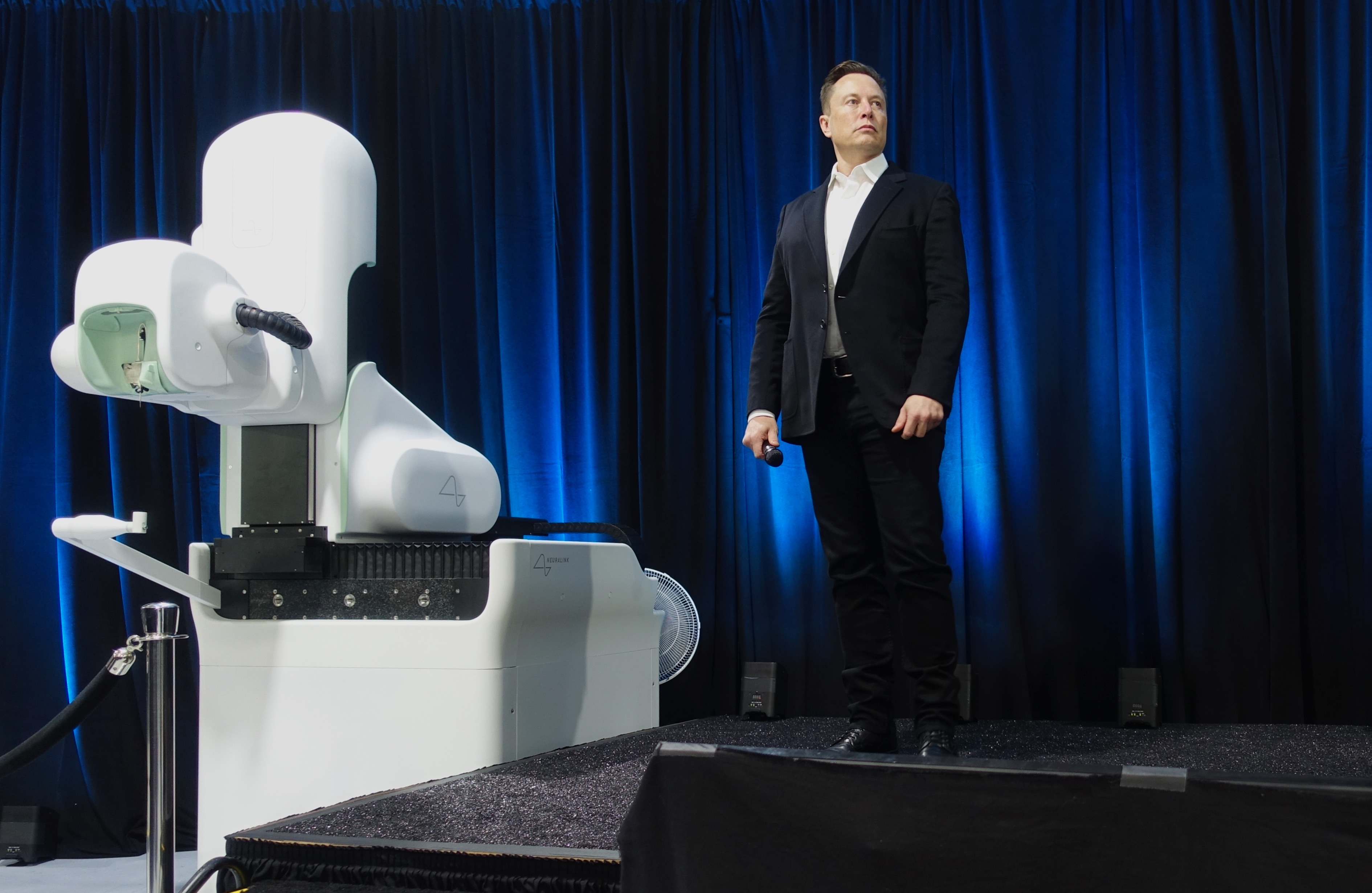
ニューラリンク社のBMI埋め込み用手術ロボット。

ECoGは硬膜下など比較的安全な場所に電極を設置する方法（部分的侵襲式）であり、細胞外記録は脳に直接電極を埋め込む方法である。
また、脳のニューロン一本一本に血液を供給している毛細血管に100nmほどの極細ワイヤを通し、脳内のニューロン全てにアクセスするという研究も行われている。
侵襲式は精度の高い読み取りが可能だが、手術による感染症・脳の損傷といったリスク、電極の経年劣化といった問題点がある。血管にステントを挿入するなど負担の少ない手法も研究されている。
侵襲式BMIの開発ではイーロン・マスク率いるニューラリンクが著名である。ニューラリンク社はさまざまな身体障害や精神疾患をBMIを通じて治療することを目指すとともに、AIが急速な発展を遂げる時代において、人間がAIとの競争に勝利するために人間の機能を拡張することを最終目標としている。2021年4月、ニューラリンク社は、サルが同社のデバイスを経由してコンピュータゲームのポンで遊んでいる様子をYouTubeにアップしている。

### 非侵襲式
代表的な非侵襲式BMIは
- 脳波(EEG)
- 脳磁図(MEG)
- NIRS
- fMRI

が挙げられる。非侵襲式では脳を損傷するリスクが少ないこと、人での研究が比較的容易であることから研究が進んできたが、EEGに関しては頭蓋骨などの影響で脳波が変化してしまい（体積伝導）、侵襲式と比較して空間分解能が劣るなどの問題点がある。
脳波と同時に発生する磁気を非侵襲式BMIで読み取る方法では、頭蓋骨を通り抜けてくる微弱な磁気をキャッチする高性能のセンサーや情報を選別する技術の開発が必要になる。高性能センサーについては室温超伝導の実現が大きな鍵を握っているほか、装置を小型化できれば新たなコミュニケーションツールとしての利用も期待されている。
これら技術により神経科学（脳科学）と電子工学が融合して神経工学とよばれる新たな分野が誕生した。
非侵襲式BMIではFacebookが率先して開発を行っている。2019年にスタートアップのCTRL-labs社を買収し、センサーで脳波を読み取って機械にそれを出力することにより、考えるだけで文字入力可能なデバイスの実現を目指している。2021年7月14日、このデバイスの早期実用化の断念を発表、合わせて開発したBMIに関する情報をオープンソース上で公開することも発表された。

## 解析と利用

### 特徴抽出
脳波を何らかの目的に利用するために、生データから特徴的な成分を抽出することがある。脳波の特徴抽出には様々な方法がある。
- time frequency distributions (TFD)
- 高速フーリエ変換 / fast fourier transform (FFT)
- ウェーブレット変換 / wavelet transform (WT)
- eigenvector methods (EM)
- auto regressive method (ARM) (自己回帰モデル?)

特徴抽出によって得られた特徴ベクトルを用いて、脳波と作用対象 (例えば脳波と義手の方向) を結びつける。その方法としては
- 独立成分分析 / ICA
- k平均法 / k-means culstering
- サポートベクターマシン / SVM

などがある。
明示的な特徴抽出をせずにend-to-endに学習させる、畳み込みニューラルネットワークのような手法も存在する。
解析に深層学習などの情報処理技術を利用し精度を上げる手法も研究されている。

## 実例
玩具
2003年 スウェーデンのInteractive Productline社がMindballを発売。
2009年10月 アメリカ合衆国のベンチャー企業NeuroSky社が脳波の強弱を測定できる「Mindset」を発売。これに対応する玩具が発売されている。
同様の脳波測定機器が数社から発売されている。
介護・福祉
筋萎縮性側索硬化症や事故などで、脊椎の損傷による部分・全身麻痺となった人がコンピュータ画面上でのマウスポインタの使用、文字入力、ロボット・義手・車椅子などを自由自在に操作することが実現されているなど、脳以外の器官を端末と捉える医療も出現している。また深層学習などの新たな技術を応用して非侵襲式でも速度や精度を向上させる研究が行われている。
応用例としてパーキンソン病やうつ病の治療にも脳深部刺激療法として実用化されている。また磁気を利用する経頭蓋磁気刺激法も実用化されている。このような治療は、患者の性格を変えてしまう危険性もあるので法律面や倫理面で議論されている。
失明した患者の脳にカメラを接続することで、視覚を復活させる人工視覚の研究も行われている。
義手を幻肢痛を軽減する治療に利用するなど応用した研究も行われている。
軍事
軍事競争にも拡散している。この技術を応用し、肉体の一部を機械化することで能力を向上させたサイボーグ兵士を造り上げることや、操縦桿などを使わずに脳で戦闘機や戦車といった端末（軍事用ロボット）を遠隔操縦する構想もある。いずれも戦闘による人的損害を減らすことに目的がある。また、軍事に限らず人的損害を減らす目的で、地雷処理など人間では危険な作業や高圧・真空といった過酷な環境への利用も期待されている。
スポーツ
スポーツの分野では、いわゆる「精神状態」を脳波として自覚したり、心拍など制御できるようにする目的で、バイオフィードバックという手法が使われている。
ニューロコミュニケーター

ニューヨーク州立大学のジョン・シェーピン教授によるマウスでの実験では、脳の快感を知覚する場所に電気刺激を送って物理的に手なずけることで、自在に進行方向を命令するなどの顕著な例も見られる。

### 臨床試験例
2020年7月、FDAが、血管ステント型のBCI「Stentrode」の臨床試験に対して許可を出したと報じられた。2021年7月現在では、オーストラリアで4人が臨床試験を受けている。

## BMIが登場する作品
- ナーヴギア、アミュスフィア、メデュキュボイド（ソードアート・オンライン）
- ブレインキャップ（3001年終局への旅）
- 電脳化（攻殻機動隊）
- サイコミュ（ガンダムシリーズ・宇宙世紀作品）
- ダイレクト ニューラル インターフェイス(コール オブ デューティ ブラックオプス3)
- 脳量子波（機動戦士ガンダム00）
- 阿頼耶識システム（機動戦士ガンダム 鉄血のオルフェンズ）
- バイオニューラルデバイス（フロントミッション）
- イメコン（ドラえもん のび太とブリキの迷宮）
- イメージフィードバックシステム（機動戦艦ナデシコ）
- BDIシステム（マクロスプラス、マクロスF）
- ニューロリンカー、ブレイン・インプラント・チップ（アクセル・ワールド）
- コフィンシステム（エースコンバットシリーズ、New Space Order）
- スクイッド（ストレンジ・デイズ/1999年12月31日）
- ブレインストーム_(映画)
- マトリックス (映画)
- 深層のラプタ